# Rodrigo (Fußballspieler, 1998)
Rodrigo, mit vollem Namen Rodrigo Luiz Angelotti (* 27. April 1998), ist ein brasilianischer Fußballspieler.

## Karriere

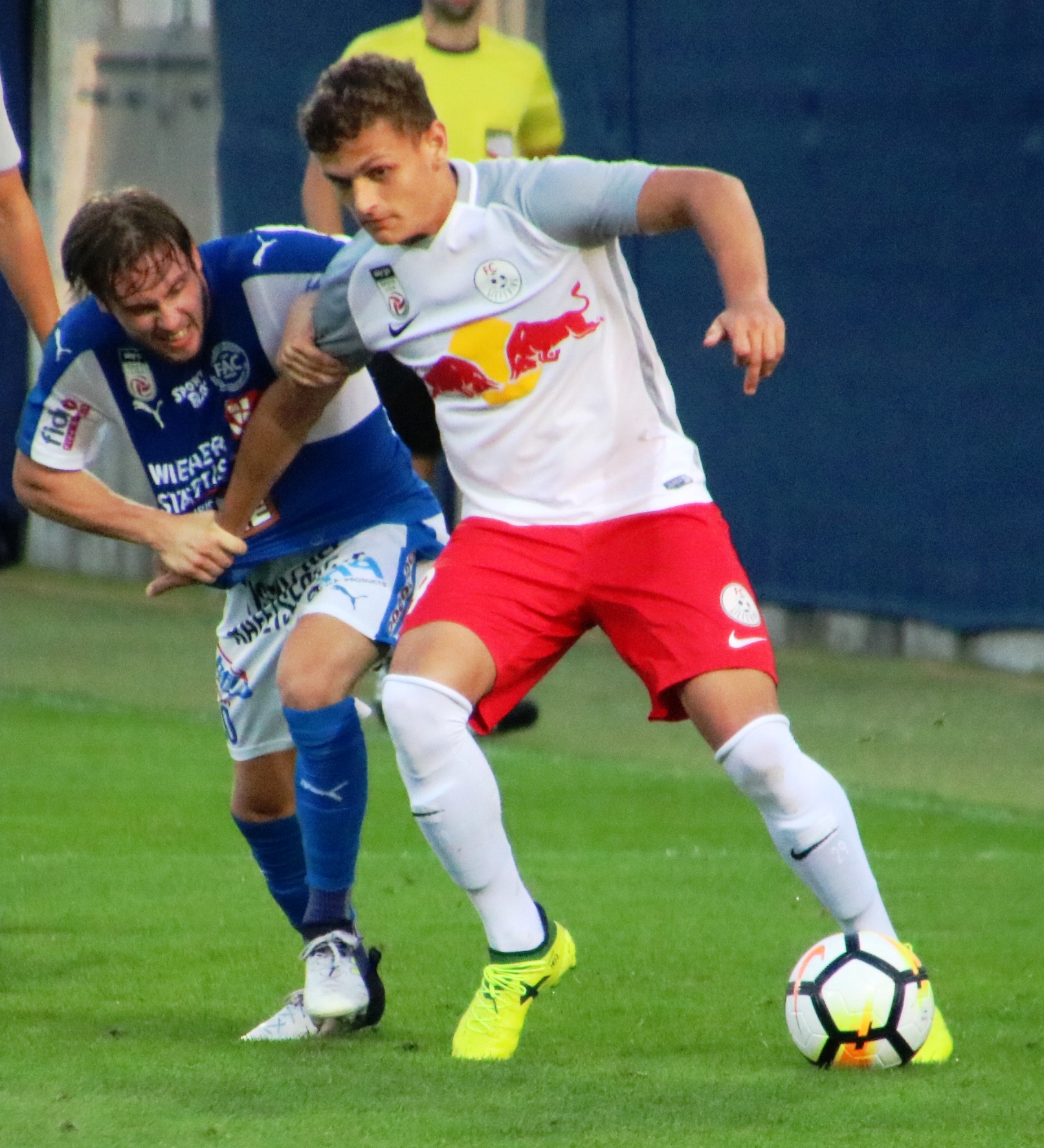
Rodrigo (r.) im Trikot des FC Liefering (2017)

Rodrigo begann seine Karriere bei Red Bull Brasil. Im Juni 2017 stand er erstmals im Kader von Red Bull Brasil in der Série D, kam allerdings zu keinem Einsatz. Er kam hingegen neun Mal in der Staatsmeisterschaft von São Paulo zum Einsatz (ein Tor).
Im Juli 2017 wurde er an den österreichischen Zweitligisten FC Liefering verliehen. Sein Debüt in der zweiten Liga gab er im August 2017, als er am vierten Spieltag der Saison 2017/18 gegen die SV Ried in der 63. Minute für Alexander Schmidt eingewechselt wurde. Beim 4:0-Sieg erzielte er in der 78. Minute auch den Treffer zum zwischenzeitlichen 3:0. Bis Saisonende kam er zu 19 Einsätzen in der zweiten Liga, in denen er zwei Tore erzielte.
Im Juli 2018 kehrte Rodrigo zu Red Bull Brasil zurück. Er kam auf zwei Einsätze in der Staatsmeisterschaft von São Paulo. Nach dem Ende der Staatsmeisterschaft 2019 im April wurde Red Bull Brasil vom Spielbetrieb abgemeldet. Rodrigo wechselte zum Zweitligisten CA Bragantino, den Red Bull zuvor übernommen hatte und der seit 2020 Red Bull Bragantino heißt. Nach einem Ligaspiel auf der Ersatzbank wechselte Rodrigo Mitte Mai 2019 auf Leihbasis in die Série D zum Ituano FC. Dort kam er bis Ende Juli auf 11 Viertligaeinsätze, in denen er 2 Tore erzielte. Anschließend kehrte Rodrigo zu Bragantino zurück und stieg mit dem Verein in die Série A auf. Dabei kam er auf seinen ersten Einsatz. In der Saison 2020 gehört Rodrigo auch wieder dem Kader von Red Bull Brasil an, das seither als Farmteam von Red Bull Bragantino antritt.
Im Januar 2021 wechselte er nach Asien. Hier unterschrieb er in Japan einen Vertrag bei Kashiwa Reysol. Der Verein aus Kashiwa spielte in der ersten Liga, der J1 League. Von 2021 bis 2022 bestritt er 23 Ligaspiele für Kashiwa. Im Februar 2023 wechselte er auf Leihbasis zum Zweitligisten Ōmiya Ardija. Am Ende der Saison 2023 musste er mit dem Verein als Tabellenvorletzter in die dritte Liga absteigen. Für Ōmiya bestritt er 34 Ligaspiele. Nach der Leihe kehrte er zu Reysol zurück. Hier wurde sein Vertrag jedoch nicht verlängert. Am 1. Februar 2024 nahm ihn der Drittligist FC Imabari unter Vertrag. Für den Verein aus Imabari bestritt er 17 Ligaspiele. Nach einer Spielzeit wechselte er im Januar 2025 zum ebenfalls in der dritten Liga spielenden Kagoshima United FC.

## Erfolge
CA Bragantino
- Série B: 2019  ▲